# Benteng-stadion
Het Benteng-stadion is een multifunctioneel (voetbal)stadion in Tangerang, Banten, Indonesië. Het stadion wordt vooral gebruikt voor voetbalwedstrijden.
Het stadion heeft een capaciteit van 25.000.